# Халмирис
Халмирис (стгрч. ἉλμυρίςἉλμυρίς) је била римска и византијска тврђава, насеље и поморска лука, која се налазила 2,5 километара западно од села Муригиол, у делти Дунава у Румунији. Локално је познато као место на коме су откривена тела двојице хришћанских светаца, Епиктета и Астиона , између 2001. и 2004. године. 

## Историја места
Упркос стварању неколико грчких колонија дуж румунске обале Црног мора током 7. века пре нове ере, у близини Халмириса нису пронађени одговарајући грчки структурални остаци. Регију су током другог гвозденог доба насељавали Гети или Дачани, што је евидентно због открића неколико гробова кремираних, у оквиру могуће некрополе која потиче из 4—2. века пре нове ере. Изгледа да је прва римска окупација локације била у облику тврђаве од дрвета и бусења, саграђене током флавијског периода, а први камени каструм на Халмирису саграђен је за време владавине цара Трајана. Иако је првобитни распоред тврђаве увелико покривен каснијим реконструисаним фазама, чини се да план наговештава „типичан“ распоред римског утврђења из 2. века, састављен од правоугаоног одбрамбеног зида, правоугаоних кула и капија у средини сваког зида. Постављање тврђаве било је стратешки промишљено, јер се налазило не само дуж реке Дунав, већ и на самом ушћу у Црно море. Ране повезаности са римском флотом и њеним поморским активностима на Халмирису потврђују се из епиграфских доказа који спомињу постојање „поморског села“ или vicus classicorum. Међутим, дошло је до значајне измене одбране током периода Тетрархије. Нови распоред зидова тврђаве састојао се од неправилног полигона, ојачаног са 15 кула и најмање две добро брањене капије на северу и западу. Структуре пронађене унутар тврђаве укључују бројне касарне, приватну терму или купатило и базилику. Међутим, током зиме 384-5, Дунав се смрзнуо омогућавајући страним племенима са севера да пређу и опљачкају Халмирис. Низ земљотреса у 4. веку и касније који су променили ток Дунава довео је до засипања наноса у луци Халмирис и умањио њен економски и стратешки значај. Чини се да последњи период окупације одговара реконструкцији тврђаве од стране цара Јустинијана, која је обухватала изградњу монументалног улазног пута на североисточном зиду тврђаве. Поред тога, Халмирис је постао место једне од главних бискупија у провинцији, а именован је и једним од петнаест најважнијих градова у области Скитије. 
Халмирис је у римско доба био најисточнија тачка дунавске границе и вероватно је служио као опскрбни центар за флоту; рани римски натписи нас обавештавају о постојању „поморског села“. Током касног римског периода, у овом граду су можда биле смештене две јединице војне флоте - Classis in Plateypegiis и Musculi Schytici (који су имали мале бродове, погодне за делту Дунава). 
Што се тиче верског живота, знамо да су 290. године АД, током прогона које је наредио Диоклецијан, свети Епиктет и Астион претрпели мучеништво у Халмирису. 
- Халмирис је 1100 година служио као складиште за снабдевање, колонизацију и културну размену у региону. Био је окупиран од гвозденог доба до византијског периода.
- Првобитна тврђава била је направљена од дрвета и бусења, али како је тврђава добијала на значају и успостављан редован гарнизон дуж Дунава, тврђава је обновљена у камену.
- У раној историји тврђаве, Готи и Хуни са севера прешли су Дунав и освојили тврђаву. Касније су је Римљани поново освојили.
- Почетком 4. века цар Константин додао је базилику.
- Серија земљотреса променила је ток Дунава и тврђава је постајала све удаљенија из реке. Халмирис је постепено изгубио на значају и био је напуштен.

## Тренутне активности
- Тврђаву истражују др Михаил Захариаде и др Џон Каравас, са међународним волонтерским програмом Археологија на Халмирису Архивирано на веб-сајту  (11. октобар 2018).
- Тренутна подручја ископа укључују војне касарне, северозападне куле и лучке инсталације.